# 鹿野忠雄

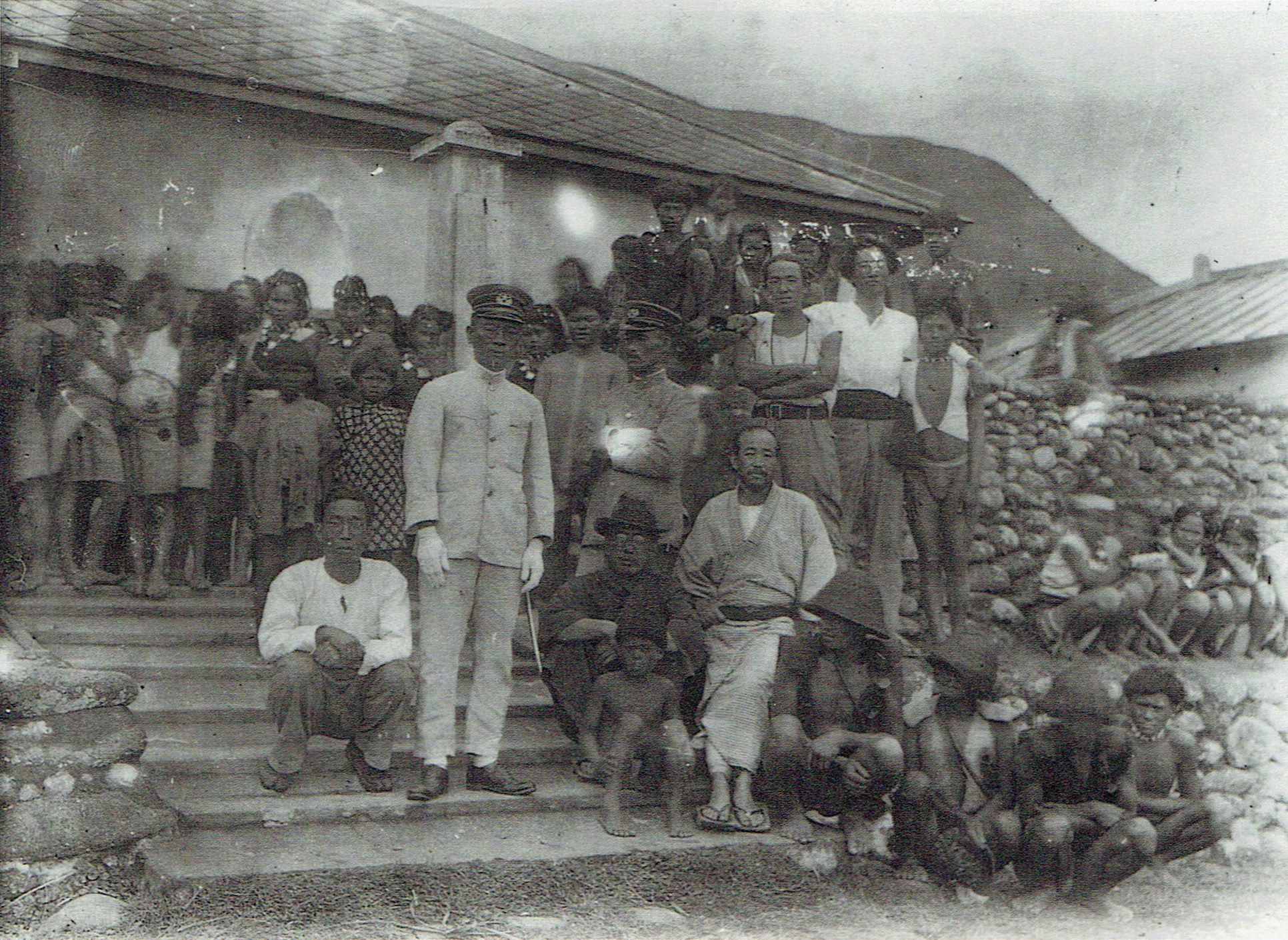
鹿野忠雄（中列右から3人目）。隣は馬淵東一。前列左端に宮本延人、中央の着物姿は移川子之蔵。1929年

鹿野 忠雄（かの ただお、1906年（明治39年）10月24日 - 1945年（昭和20年）7月15日? 消息不明）は、東京生まれの博物学者。 理学博士で昆虫学者、探検家。 
業績は多岐にわたり、生物地理学者、文化人類学者、民俗学者、または近年ではナチュラリストなどとしても知られる。 台湾を中心に東南アジアでさまざまな研究調査活動を行い、第二次世界大戦終戦直前の1945年夏、ボルネオ島北部で行方不明になり消息を絶った。当時38歳。 主な著書に『山と雲と蕃人と』などがある。

## 略歴
1906年（明治39年）10月24日 - 東京市淀橋区柏木（現東京都新宿区）に生まれる。
出生時の家族構成については不詳。のち尋常小学校に入学。
1919年（大正8年） - 12～13歳頃、月刊雑誌『昆虫世界』に初めての論文が掲載される。
1922年（大正11年）、16歳、鹿野忠雄はまだ中学校に通っていた16歳の時、日本の学術雑誌『昆虫世界』に初めての学術論文を発表しました。研究対象は蝶で、論文では、幼少期から収集していた日本の蝶を分類し、科目ごとに整理・分析した結果、65種類の蝶が言及されています。この論文が発表されると、日本の学界から大いに評価され、特に日本の昆虫学者である横山桐郎が積極的に連絡を取り、「少年昆虫学者」に興味を持ちました。その後、鹿野は課外活動として横山博士の研究所で学び、昆虫分類学や関連する外国語能力を深く学びました。
1925年（大正14年）中学校を卒業後、アジア北方のサハリン島で研究を行っていた鹿野忠雄は、創立されたばかりの台湾総督府高等学校（1945年に戦後改制され、台湾省立台北高級中学校となり、1952年に廃校となった。その跡地は現在の国立台湾師範大学）に進学し、合格しました。同年の春、台北にある高校に進学した鹿野忠雄は、昆虫研究の計画を続けていました。学業の合間の自由時間には、台湾北部の烏来や草山などの山岳地域を探索し、調査を行い、その研究の主な内容は彼が以前から熱中していた昆虫の研究に重点を置いていました。
1926年（昭和1年）よく授業をサボっていた鹿野忠雄は、依然として山地での昆虫採集に精力を注ぎ、さらに台湾の原住民に対して興味を持ち始めました。彼の研究の場所には、台湾中部の南投にある布農族や鄒族の勢力範囲が含まれていました。
1927年（昭和2年）学業の進度を無視して大きく遅れを取っていた鹿野忠雄は、引き続き台湾の山林で研究を行い、8月には紅頭嶼（現在の蘭嶼）に赴き、その島の地理や達悟族について深く研究しました。また、彼は1920年代末期に紅頭嶼を訪れた少数の日本人や学者の一人でもありました。
1928年（昭和3年）また、この期間中に鹿野忠雄は紅頭嶼の達悟族の大型漁舟に関する調査報告を、日本の著名な民族学専門誌『民族雑誌』に掲載しました。これにより、理科系の生物学を専門とする鹿野が、高校時代にすでに一部の研究の重点を人文科学である民族学にまで広げていたことがわかります。鹿野忠雄は授業時間が不足しており、期末試験にも参加しなかったため、台北高等学校から留年処分を受けました。しかし、この年のうちに彼は卓社大山、能高山、奇萊山、中央尖山、南湖大山、合歓山群峰、畢祿山などの登山を行い、この時期に台湾の地理、地質、地形に対して強い興味を抱き始めました。
1929年（昭和4年）3月 - 鹿野忠雄は在学中、昆虫の収集に夢中で、欠席が多いため期末試験を欠席してしまいました。留校処分中で授業日数が依然として校の基準に達していなかったものの、彼は英語やギリシャ語を独学し、いくつかの論文を発表する成果を上げました。そのため、卒業証書を手にすることができないところでした。幸いにも当時の校長であった三澤糾が補習試験の機会を与えてくれたおかげで、無事に卒業することができました。台北高等学校卒業。
1933年（昭和8年）東京帝国大学理学部地理学科卒業。大学卒業後、鹿野忠雄は台湾総督府の招待を受け、同府の文化研究関連部門で雇員として勤務しました。彼に与えられた任務は台湾の原住民や南方民族に関する研究でしたが、それでも理科系の生物学や台湾地理についての研究と発表を行いました。その中でも、台湾高山の「末次氷期」や氷食地形に関する論文が最も代表的なものとなりました。
1934年（昭和9年）鹿野忠雄は台湾総督府文化部門で雇員として働き、1931年に三度目の登頂を果たした台湾の次高山（雪山）の主峰頂上での経験や、1932年に発表した「台湾高山氷河」の論文を基に、台湾雪山と南湖大山の末期氷河時代の地形や氷食高山の研究論文を発表しました。この論文は、台湾の氷河遺跡に関する研究として発表されると、日本の学術界で大きな衝撃を与えました。1941年には、『次高山彙に於ける動物地理学的研究』（雪山動物地理学研究）という論文をもって、京都帝国大学理学博士の学位を取得しました。
1935年（昭和10年）3月2日～4月8日 - 岡田彌一郎、木場一夫らとともに伊江島をはじめ沖縄諸島の第一回「沖縄島動物分布調査」に参加。
1940年（昭和15年） - 結婚。（33歳）
1941年（昭和16年） - 論文「次高山彙に於ける動物地理学的研究」「Zoogeographical studies of the Tsugitaka mountains of Formosa」にて京都帝国大学より理学博士の学位を取得。
1943年（昭和18年）、任務を終えて日本東京に帰国した鹿野は、ベイヤー教授から学んだ新しい帰納法と思考の手法を活用し、東京の「常民文化研究所」で『台湾原住民族図譜』の編纂を続けました。また、歴史民族学の雑誌においては、日治時代以降の考古遺跡調査の状況を頻繁に紹介しました。例えば、圓山遺跡、台湾東海岸の巨石文化、墾丁の石棺遺跡、蘇澳新城の石棺遺跡、埔里の烏牛欄石棺遺跡などです。しかし、これらの研究と調査は、東京大空襲や太平洋戦争の激化により、1944年（昭和19年）には中断せざるを得ませんでした。
1945年（昭和20年） - 北ボルネオで行方不明になり消息を絶つ。当時38歳。彼の学術研究の成果と貢献により、多くの学者は、もし彼が行方不明にならなかったら、戦後の日本の人文学界のリーダーになっていたに違いないと考えています。そのため、一部の日本の学者は彼を「帰ってこなかった博物学者」（A Naturalist Who Forgot to Return）と呼んでいます。

## 消息と諸説

### 経緯
陸軍省からボルネオの民族調査の依頼を受けた鹿野は、1944年（昭和19年）7月、妻と二人の幼子に見送られ東京を発ち、8月には北ボルネオに入っていた。翌1945年（昭和20年）、戦況がいよいよ悪化し彼らにも緊急で現地召集がかけられたが、キナバタンガン川上流地域の調査で密林に分け入っていた彼らは同年7月10日にキナバル山をのぞむ内陸の町タンブナン（丹布南）に入ってようやくそれを知らされた。同年7月15日、司令部のあったサボン（サポン、沙蓬）へ帰るため、助手の金子總平(後述)と同行の原住民（苦力）3名を連れてタンブナンを出発。だが、これを目撃されたのを最期に消息は不明となった。 また別資料ではこの出発後、空襲を受けた直後のケニンガウ（Keningau）の町にも立ち寄っていたとするものもあるが、その後消息不明。

### 諸説
鹿野の消息を説明する仮説は当時からおもに2つ存在していたとされ、1つは、当時日本軍に対するゲリラは各地に出没しており彼らに襲撃された可能性が高いとする仮説、もう1つは、逆に日本軍側の憲兵に撲殺されたとする仮説がある。
ただし、いずれの説も当時の混乱のなか数少ない証言と噂や憶測を元に形成された仮説で確証は得られない。また、戦後からは生存説も信じられていた。

## 著作
- 『山と雲と蕃人と ―台湾山岳紀行―』1941年（昭和16年） 中央公論社 - （近年復刻版あり、#参考文献参照）
- 『東南亜細亜の民族学先史学研究』上巻（1946年（昭和21年）） ・下巻（1952年（昭和27年）） - (CiNii 国立情報学研究所)
- 鹿野忠雄、台湾高山地域における二三の地形学的観察、国立中央図書館台湾分館に所蔵、現在は縮小版およびデジタルデータあり。
- 鹿野忠雄、新高南山と南玉山の登攀、国立中央図書館台湾分館に所蔵、現在は複製精装本あり。
- 鹿野忠雄、新高東山の登攀、国立中央図書館台湾分館に所蔵、現在は複製精装本および縮小資料あり。
- 鹿野忠雄、台湾紅頭嶼地名考、出版地・出版社不詳、昭和6年（1931年）。国立中央図書館台湾分館に所蔵。
- 鹿野忠雄、紅頭嶼蕃の使用する船、国立中央図書館台湾分館に所蔵、現在は複製精装本および縮小資料あり。
- 鹿野忠雄、1928、新高山彙の動物学的研究（予報）、台北：台湾山岳会、昭和3年（1928年）。
- 鹿野忠雄、1929、台湾産哺乳類の分布及び習性、東京：日本動物学会、昭和4-5年（1929-1930年）。
- 鹿野忠雄、1930、台湾産高山蝶、国立中央図書館台湾分館に所蔵、現在は複製精装本および縮小資料あり。
- 鹿野忠雄、1931、ピヤナン越の山旅、国立中央図書館台湾分館に所蔵、現在は複製精装本および縮小資料あり。
- 鹿野忠雄、1932、台湾島における小人居住の伝説、出版地不詳：出版社不詳、昭和7年（1932年）（原発表『人類学雑誌』47巻3号）。
- 鹿野忠雄、1933、紅頭嶼の動物地理学的研究、国立中央図書館台湾分館に所蔵、現在は縮小版およびデジタルデータあり。
- 鹿野忠雄、1941、山と雲と蕃人と：台湾高山行、東京：中央公論社。（日本国会図書館デジタル館蔵）
- 鹿野忠雄、1946、東南アジア細亜民族学先史学研究、第一巻。東京：矢島書房。
- 鹿野忠雄、1952、東南アジア細亜民族学先史学研究、第二巻。東京：矢島書房。
- 鹿野忠雄、2002、山と雲と蕃人と：台湾高山紀行。東京：文遊社。

## 英語の著作
- Kano, T. 1940. Zoogeographical studies of the Tsugitaka Mountains of Formosa. Shibusawa Institute, Tokyo, Japan.
- Kano, Tadao, and Kokichi Segawa. 1945. An Illustrated Ethnography of Formosan Aborigines: Vol. 1 the Yami. Tokyo: Maruzen.
- Kano, Tadao. 1956. An Illustrated Ethnography of Formosan Aborigines: Vol. 1 the Yami. Revised ed. Tokyo: Maruzen.

## 繁体字の著作に翻訳する
- 鹿野忠雄，1984，台灣考古學民族學概觀，宋文薰譯。[台中縣]：台灣省文獻委員會。
- 鹿野忠雄，2000，山、雲與蕃人：台灣高山紀行，楊南郡譯註。台北：玉山社。
- 鹿野忠雄，2016,東南亞細亞先史學民族學研究（上、下二冊）,楊南郡譯註。台北：行政院原住民族委員會。

## 人物・エピソード
- 助手を務めたトタイによれば、鹿野はいつも白い探検帽を被って現れ、それが彼のトレードマークのようだったと回想している。
- 東京に戻り資料の整理や論文の執筆をしている間、夏の蒸暑い日には執筆の合間に上半身裸になってテニスに興じる鹿野の姿なども伝えられている。
- また、夫人の回想録によると（その理由は分からず不思議だったが）なぜか黄色いものを嫌ったと記している。
- 鹿野の人柄や風貌をよく伝えている写真としては、1929年（昭和4年）に紅頭嶼で撮影された日本人研究者と台湾原住民たちとの集合写真や、1944年（昭和19年）夏、北ボルネオに出発する直前に撮影された家族写真などが現存する。両写真に写る彼の風貌は、髪はオールバックでひげ・もみあげは剃り襟足は短く耳は前を向き、幅広く骨太な額や顎などはやや印象的な顔立ちである。 特に長身というわけではないが、例えば前者の写真では、白い半袖Tシャツの袖を肩まで捲って腕組をし集合写真に写る鹿野の姿があり、その筋肉質な腕先は頑強な身体を窺わせる。また、後者は家族と最後に撮影された写真で妻とともに二人の幼子を抱いて温和に微笑んでいる。
- 鹿野氏黒脈蛍（Pristolycus kanoi）：鹿野忠雄を記念して名付けられた保護種の昆虫。初めて発見された標本は、鹿野が1928年に採集したものです。

## 脚註
1. ↑  雑誌『昆虫世界』は、名和靖設立の名和昆虫研究所が発行した月刊雑誌で、当時は日本で唯一の昆虫専門雑誌。 約半世紀に渡り、終戦翌年の1946年（昭和21年）まで続刊された。
2. ↑  伊江島から始まった沖縄の旧石器文化研究 小田静夫
3. ↑  所属していた東京帝国大学ではなく京都帝国大学から学位を得た。博士論文書誌データベース
4. ↑  国立国会図書館. “博士論文『Zoogeographical studies of the Tsugitaka mountains of Formosa』”. 2023年4月20日閲覧。
5. ↑  この目撃報告を確認したのは当時のタンブナンの司政官(田崎浩雄)とされている。
6. ↑  この部分の(仮)説の出典として、複数の資料中に「田中敦夫 （2001）」の記載がみられるものの、当該資料の所在・詳細が不明なため検証不可。
7. ↑  後者は当時北ボルネオに捕虜として抑留されていたり、戦後進駐した英国軍人などが得た情報として伝わったとされている。これら両説の背景として当時の現地の戦況は、遡る同年6月から連合軍が島内を守備する日本軍に対し本格的に猛攻撃を開始してから特に激しく悪化し混乱を極めていたと言える。後に「死の行進」として知られる虐殺事件の要因となった移動命令が出されたのもこの同時期である。詳細はボルネオの戦いを参照。

## 参考資料
- 『山と雲と蕃人と ―台湾山岳紀行―』 鹿野忠雄 文遊社（2002年2月）ISBN 978-4892570377
前述（#著作）の1941年（昭和16年）に中央公論社から発行された本人著作の同名書の復刻版。
- 『鹿野忠雄-台湾に魅せられたナチュラリスト』 山崎柄根 平凡社（1992年2月）ISBN 978-4582373813
- 自然と文化73号 特集=ポンソ・ノ・タオ 台湾蘭嶼の民族と文化 財団法人日本ナショナルトラスト（2003年10月31日発行）
  - 「日本人のヤミ族文化研究」土田滋（日本財団 電子図書館）
- 『命がけの夢に生きた日本人』 黄文雄（コウ ブンユウ）青春出版社（2006年3月31日）ISBN 978-4413035798
- 「月刊みんぱく 2003年6月号」民族学研究開発センター野林厚志 （年譜掲載）
- 『東南亜細亜民族学先史学研究 1・2 』（アジア学叢書）鹿野忠雄 大空社（1996年5月30日 同書（#著作）の復刊）

### 関連人物
- 瀬川孝吉 - 植物学者。著書に『台湾先住民写真誌 ツオウ篇』や鹿野との共著『台湾原住民図譜』がある
- 金子総平 - 民俗学者。鹿野の後輩で助手。（旧表記:金子總平）、マタギの研究者としても知られる。
ともに北ボルネオに派遣され少数民族の調査に従事し、鹿野とともに消息不明。
- 里村欣三 - 従軍記者、後に小説家。
鹿野らと同時期に同じ北ボルネオのキナバタンガン川上流地域の民族調査に従事していた。
- 馬淵東一 - 民俗学者。
- 鳥居龍蔵 - 民族学・考古学者
- 渋沢敬三
- 千々岩助太郎 - 登山家・台湾高砂族住屋学者・建築学者